# Stützpunkt Flensburg-Mürwik

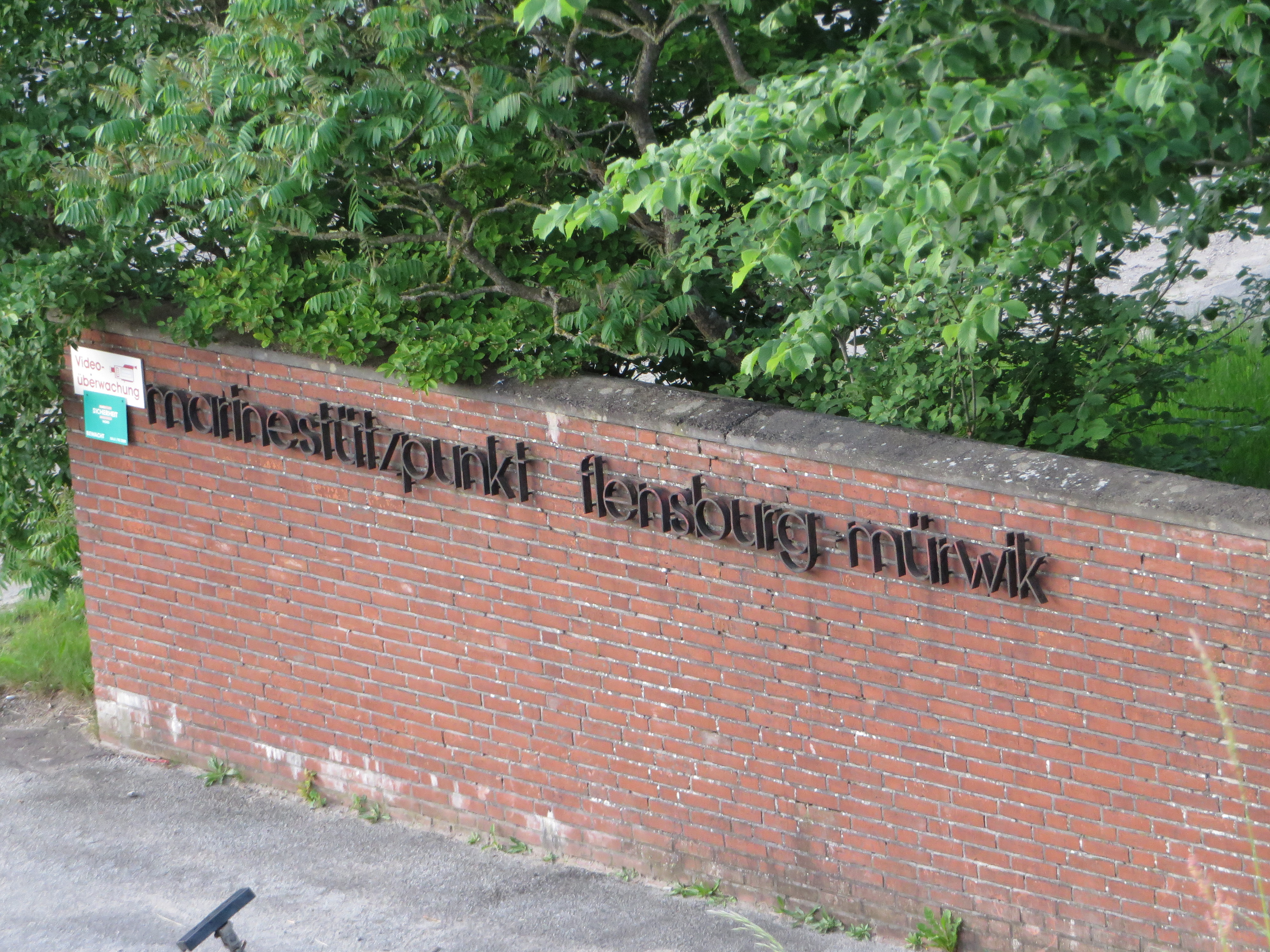
Schriftzug Marinestützpunkt Flensburg-Mürwik auf der Mauer zu Sonwik hin

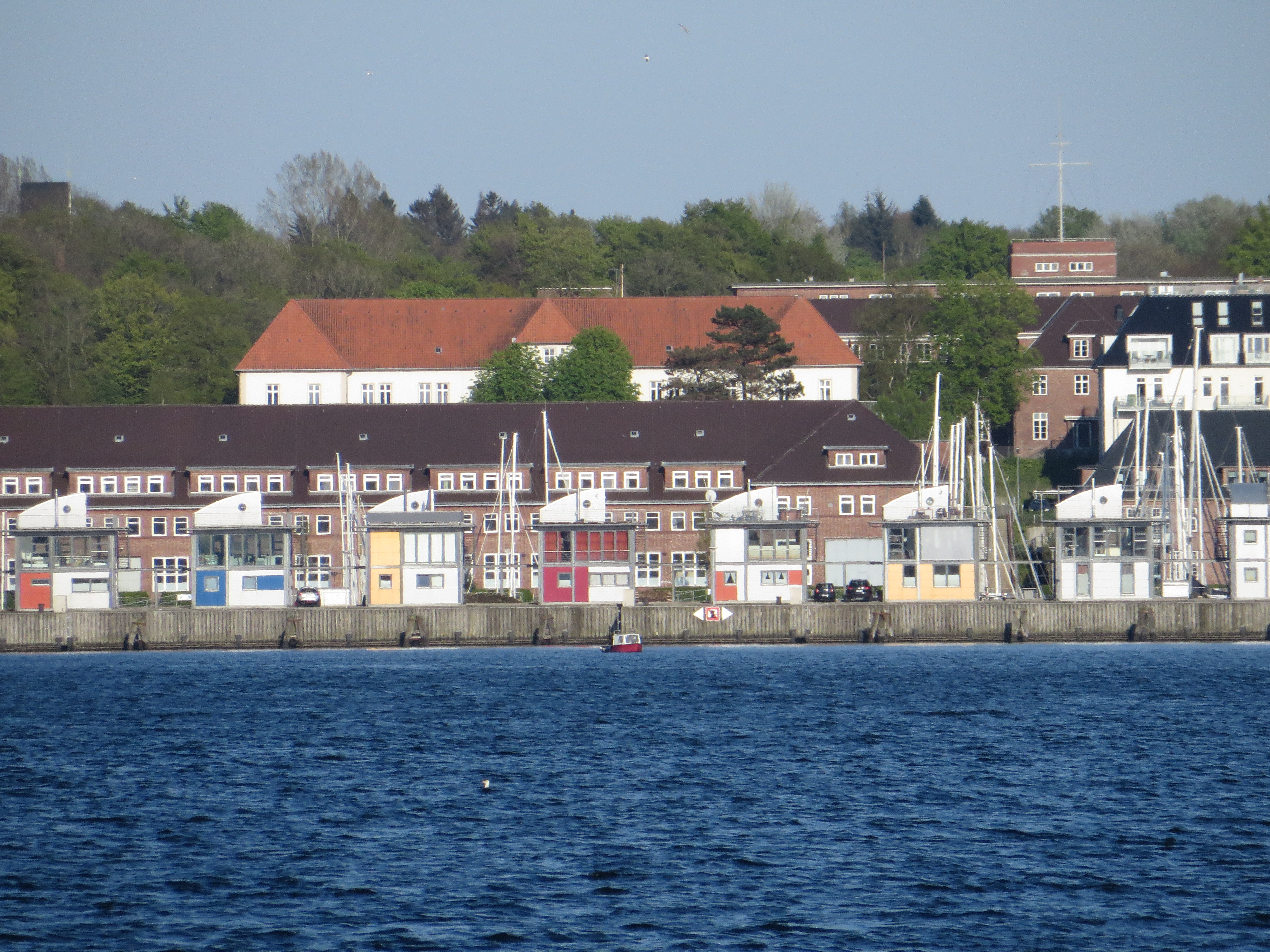
Sonwik mit dem weißen Hauptgebäude der Torpedostation sowie dem Turm mit dem Mast der Strategischen Aufklärung

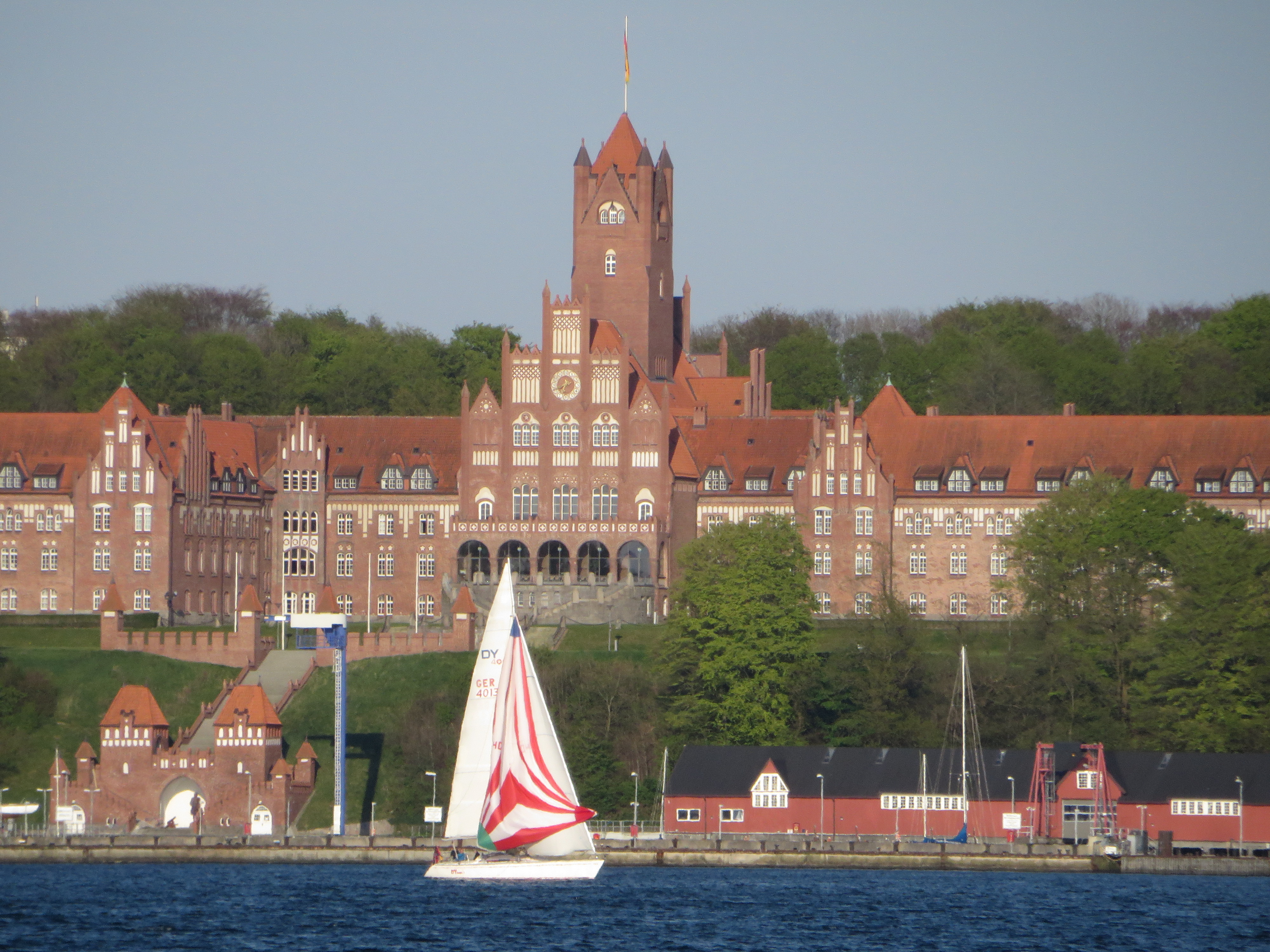
Das 1910 errichtete Rote Schloß am Meer der Marineschule Mürwik

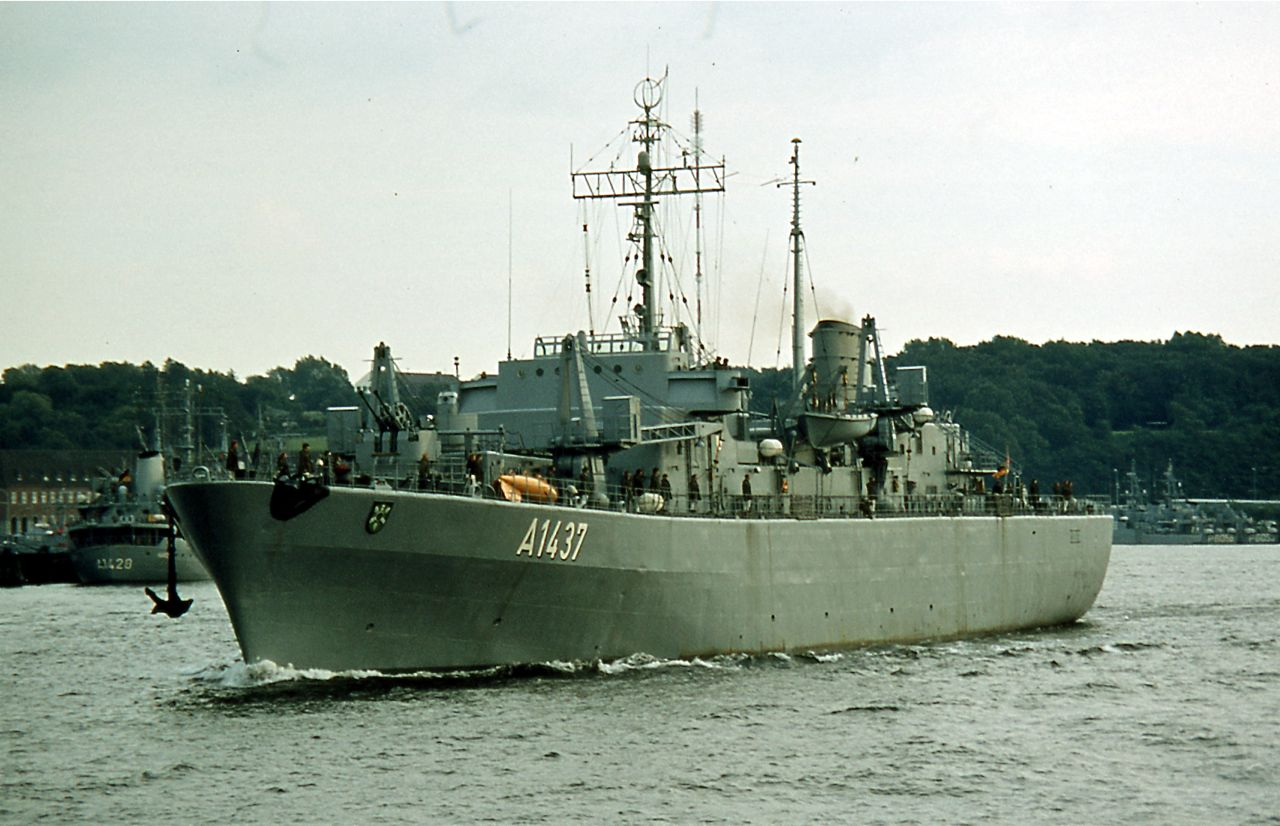
Sachsenwald des 1. Minensuchgeschwaders auslaufend vom Flensburger Marinestützpunkt (Foto: 1980)

Stützpunkt Flensburg-Mürwik (früher auch: Marinestützpunkt Flensburg-Mürwik) ist ein Stadtbezirk des Flensburger Stadtteils Mürwik, der früher nahezu deckungsgleich mit dem dortigen Marinestützpunkt war und daher noch heute mit diesem synonym verwendet wird.
Nach dem Ende des Kalten Krieges wurde der Marinestützpunkt aufgelöst und es verblieben nur zwei Schulen der Bundeswehr, so dass große Teile des Stadtbezirks heute zivil bewohnt sind. Von Seiten der Marine wird das Gebiet heutzutage daher offenbar nur noch selten als Stützpunkt bezeichnet.

## Geschichte

### Entstehung des Stützpunktes
Im Bereich des Stadtbezirks befindet sich die Keimzelle des Stadtteils Mürwik. Der heute namensgebende Stützpunkt ging aus der 1901/1902 entstandenen Torpedostation der Kaiserlichen Marine an der Mürwiker Bucht hervor, die sich in den folgenden Jahrzehnten bis in die 1930er Jahre baulich über die Fördehänge hinaus ausdehnte. Kurz nach der Einrichtung wurde noch im Jahr 1902 die Blücher, nachdem sie für Torpedo-Schießübungen die Flensburger Förde regelmäßig besucht hatte, dauerhaft stationiert. Ihr Kessel explodierte jedoch im November 1907. 16 Menschen starben bei diesem Unglück. Im Jahre 1910 entstand die Marineschule Mürwik. Rund 4000 Soldaten waren zu dieser Zeit in Mürwik stationiert.

#### Nach dem Ersten Weltkrieg
In den Jahren 1925 bis 1928 entstanden die Marinesiedlung (Flensburg-Mürwik) in der Kelmstraße sowie der Parkhof, als Wohnraum für Offiziere und Unteroffiziere. Nach der Machtübernahme durch die Nationalsozialisten im Jahr 1933 war die Anzahl der Offiziersanwärter erheblich gestiegen. In der Folgezeit wurden drei Barackenlager als Provisorium zur Unterbringung der angewachsenen Zahl der Auszubildenden errichtet, unter ihnen das heute noch erhaltene Trampedachlager. Zwischen 1933 und 1939 entstanden zahlreiche weitere Gebäude für die Torpedo- und Nachrichtenschule. 1936/1937 entstanden die Schulgebäude der Marinesportschule, östlich der Marineschule. Zeitgleich im Jahr 1937 entstand die Marine-Reitschule bei Twedter Mark. 1939 waren zeitweise über 10.000 Soldaten auf dem Stützpunkt stationiert. Maßnahmen zur Kapazitätserhöhung und zur Verstärkung der Verteidigungsfähigkeit wurden ergriffen. Zum Ende des Zweiten Weltkrieges wurden im Zuge des Rückzuges verschiedene Einheiten zum Stützpunkt verlegt, beispielsweise die Rüstungsinspektion I aus Königsberg sowie der Marinenachrichtendienst. Über den Stützpunkt hinaus reichte der Anfang Mai 1945 eingerichtete Sonderbereich Mürwik, in dem sich (bei der Marinesportschule) der provisorische Regierungssitz der letzten Reichsregierung unter Karl Dönitz befand.

### Die Zeit nach dem Zweiten Weltkrieg bis zum Ende des Kalten Krieges
Nach dem Zweiten Weltkrieg wurden die Gebäude unterschiedlich genutzt, als Zollschule, als Flüchtlingsunterkünfte, als Kaserne für britische und norwegische Soldaten. Das Marinelazarett Flensburg-Mürwik, welches mit dem Bau der Marineschule zusammen entstanden war, wurde weiter als Krankenhaus genutzt. Am Rande der Marineschule befand sich das Freibad, das von der Flensburger Bevölkerung genutzt wurde. Es wurde irgendwann nach 1965 wegen Baufälligkeit abgerissen. Zuvor, im Jahr 1963, war das städtische Hallenbad im Bahnhofsviertel in der Südstadt eröffnet worden. Von 1950 bis 1956 befand sich in einem großen Teil der Marineschule die Zollschule Flensburg, die im Jahr 1938 in Flensburg eingerichtet worden war. 1956 benötigte die Marine das Gebäude wieder und die Zollschule verließ Flensburg. Die Innerdeutsche Grenze hatte an Bedeutung gewonnen und der Kalte Krieg hatte begonnen.
Mit der Aufstellung der Bundesmarine in den 1950er Jahren begann wieder die weitgehend militärische Nutzung der Gebäudeeinheiten. So wurde in dieser Zeit, in den oberhalb des Fördehangs an der Mürwiker Straße bestehenden Gebäuden der Nachrichtenschule, die Marinefernmeldeschule eingerichtet. Die Marineschule begann wieder ihren Lehrbetrieb. Auch die Hafenanlage am Wasser wurden wieder militärisch genutzt. Dieser untere Bereich (heute Sonwik) hatte keinen besonderen Namen und wurde deshalb nur als Marinestützpunkt Mürwik benannt, obwohl mit diesem Begriff eigentlich auch der gesamte Bereich gemeint war.
Seit dem Juni 1955 war der Marinefernmeldestab 70 auf einem Geländebereich bei Twedter Mark zu finden, der einen weiteren Standort bei Tremmerup hatte. Am 1. Oktober 1957 wurde das Kommando der Schnellboote (KdoS) auf dem Flensburger Stützpunkt dauerhaft aufgestellt. Der Sitz der Schnellbootflottille befand sich in der Mürwiker Straße 183–185. Geführt wurde der Großverband von einem Kapitän zur See. 1967 wurde das Kommando der Schnellboote in Schnellbootflottille umbenannt. Im Jahr 1994 wurde die Schnellbootflottille zum Marinestützpunkt Warnemünde verlegt und später aufgelöst. In Flensburg befand sich so zudem auch seit 1957 das 3. Schnellbootgeschwader, das nach dem Ende des Kalten Krieges in den 1990er Jahren aufgelöst wurde. Daneben befand sich seit 1956 das 1. Minensuchgeschwader in Flensburg, welches der Flottille der Minenstreitkräfte im Marinestützpunkt Olpenitz unterstellt war. In den 1990er Jahren wurde aber auch dieses Geschwader verlegt und später aufgelöst. 1962 wurde zudem das Minenlegergeschwader (MLG) in Flensburg aufgestellt, aber schon 10 Jahre später wieder aufgelöst. Von der Zerstörerflottille, die Wilhelmshaven unterstellt war, befand sich von 1960 bis 1967 das 3. Zerstörergeschwader in Flensburg. Es wurde anschließend nach Kiel verlegt und 1981 aufgelöst. Ebenfalls zur Zerstörerflottille gehörend, befand sich seit 1968 das Flottendienstgeschwader auf dem Stützpunkt. Es wurde ebenfalls Anfang der 1990er Jahre aufgelöst.
1971 entstand das Offizierheim in der Swinemünder Str. 9. als eine Betreuungseinrichtung des Stützpunktes. 1980 bis 1983 wurde zudem unterhalb des Finisbergs am Rande des Volksparks bei Kielseng (nahe Sonwik) das „Soldatenheim Flensburg-Mürwik“, heute „OASE - Treffpunkt Mürwik“, zur Betreuung der Soldaten des Stützpunktes gebaut. Die im Soldatenheim befindliche Gastwirtschaft wie auch das Offizierheim in der Swinemünder Straße existieren noch heute. 1985 wurde die nach 1945 nur noch zivil genutzte Reitschule abgebrochen. Bald darauf begann die Konversion des Stützpunktes. 1998 wurde der Marinehafen von der Bundeswehr aufgegeben.

### Konversion bis heute
Zu Beginn des neuen Jahrtausends wurden die Gebäude am Marinehafen einschließlich der Württembergbrücke und der Blücherbrücke umgebaut. Es entstand das Hafenviertel Sonwik mit seiner Marina. Auch an der Mürwiker Straße und Fördestraße liegende Randbebauung des Stützpunktes wurde zivil umgenutzt. Der Truppenmannschaftsbunker an der Mürwiker Straße, aus Zeiten des Zweiten Weltkrieges, wurde 2009 umgebaut und erhielt auf dem Dach ein Penthouse. Das angrenzende Stabsgebäude der Schnellbootflottille wurde ebenfalls zivil umgenutzt. Die im Juni 1994 geräumte kleine Kaserne des Versorgungskommandos 600 in der Swinemünder Straße 13, die aus vier Gebäuden bestand, wurde seit 2011 abgerissen. Abgerissen wurde dabei auch das Stabsgebäude des Versorgungskommandos, das aus dem Jahr 1943 stammte. Der Abriss wurde von der Stadt damit begründet, dass das Kulturdenkmal städtebaulich nicht in Erscheinung trete und somit das Stadtbild nicht beeinflusse. Auf der geräumten Fläche wurde im Anschluss ein Seniorenzentrum mit 80 Wohneinheiten Deutschen Roten Kreuzes gebaut. Das zunächst nicht abgerissene Kompaniegebäude aus dem Jahr 1965, das ursprünglich als Mannschaftsunterkunft diente, sollte nach den ursprünglichen Plänen zum Servicehaus des DRK-Komplexes ausgebaut werden. Dazu kam es nicht, es wurde zur Erweiterung der Wohnanlage ebenfalls abgerissen. Die unweit gelegene Wohnanlage Parkhof, die in den 1920er Jahren für Marineangehörige entstanden war, sowie weitere Gebäude im Randbereich des Stützpunktes dienen ebenfalls heute zivilen Zwecken. Der Anteil der Zivilbevölkerung stieg im Zuge der Konversion an.
Der militärische Stützpunkt schrumpfte durch die Konversion auf zwei Schulen zusammen, nämlich der Marineschule Mürwik sowie der Schule für Strategische Aufklärung der Bundeswehr, die 2003 in der alten Nachrichtenschule eingerichtet und 2024 zu einer Außenstelle des Ausbildungszentrums CIR wurde. Zwischen den beiden Schulen liegt zwar das Osbektal, dennoch sind ihre beiden Bereiche miteinander verbunden. Der Bootshafen der Marineschule Mürwik verblieb trotz Aufgabe des benachbarten Marinehafens bei der Schule. Sie besitzt darüber hinaus auch noch den Stabszug der Marineschule Mürwik, in der Fördestraße 18. In der am Rand des Stadtbezirks liegenden Fördestraße befindet sich weiterhin die Christuskirche die als Garnisonkirche dient. Am östlichen Rand des Stadtbezirks liegt das Zentrum des Stadtteils Mürwik, der Twedter Plack. Ein weiteres Stück östlich, am Rande von Mürwik, liegt Meierwik, wo das in Konversion befindliche Flottenkommando zu finden ist. Mit diesem zusammen bildet der militärische Stützpunkt Flensburg-Mürwik, den sogenannten Bundeswehr-Standort Flensburg-Glücksburg. Der Standortälteste war im Jahre 2014 Oberstleutnant Manfred Saust.
Die Konversion ist aber bis heute noch nicht vollständig abgeschlossen. So steht das Marinelazarett leer und ist dem Zerfall ausgeliefert. Das heutige Marinestandortssanitätszentrum Flensburg-Mürwik (SanZentrum Flensburg) der Bundeswehr befindet sich in der Tirpitz-Kaserne (vgl. Sanitätskommando und Kommando Sanitätsdienstliche Einsatzunterstützung).
Der 2002 aus dem Marinefernmeldestab 70 erwachsene Fernmeldebereich 91 wurde schon wieder am 21. März 2013 aufgelöst. Große Teile des Bereichs gingen als neues Bataillon Elektronische Kampfführung 911 (EloKaBtl 911) nach Stadum (vgl. Fernmeldetruppe EloKa). Die Liegenschaft des Fernmeldebereichs, am östlichen Rand des Stützpunktes bei Twedter Mark sollte an die Bundesanstalt für Immobilienaufgaben übergeben werden. Aufgrund einer angedachten Zwischennutzung erfolgte die Übergabe an die Bundesanstalt für Immobilienaufgaben dann doch nicht. Das benachbarte Kraftfahrt-Bundesamt übernahm stattdessen die Räumlichkeiten als Nebenstelle.